# Torremejía
Torremejía es un municipio español, perteneciente a la provincia de Badajoz (Extremadura).
El término municipal de Torremejía se encuentra enclavado en la llamada Penillanura de Badajoz, es decir, la parte más llana de la provincia. Pertenece al partido judicial de Mérida.

## Geografía
Integrado en la comarca de Tierra de Barros, se sitúa a 70 kilómetros por carretera de la capital provincial. El término municipal está atravesado por la Autovía Ruta de la Plata (A-66) y por la carretera nacional N-630, entre los pK 636 y 641. 
El relieve del municipio es predominantemente llano, entre las pequeñas sierras que limitan la vega del río Guadiana por el norte y extensa penillanura de la Tierra de Barros por el sur. El arroyo del Tripero desciende hacia la vega del Guadiana de sureste a noroeste. La altitud oscila entre los 328 metros al suroeste y los 280 metros al noroeste, a orillas del arroyo. El pueblo se alza a a 302 metros sobre el nivel del mar. 

## Límites
| Noroeste: Mérida | Norte: Mérida | Nordeste: Mérida        |
| Oeste: Mérida    |               | Este: Alange y La Zarza |
| Suroeste: Mérida | Sur: Mérida   | Sureste: Almendralejo   |

## Historia

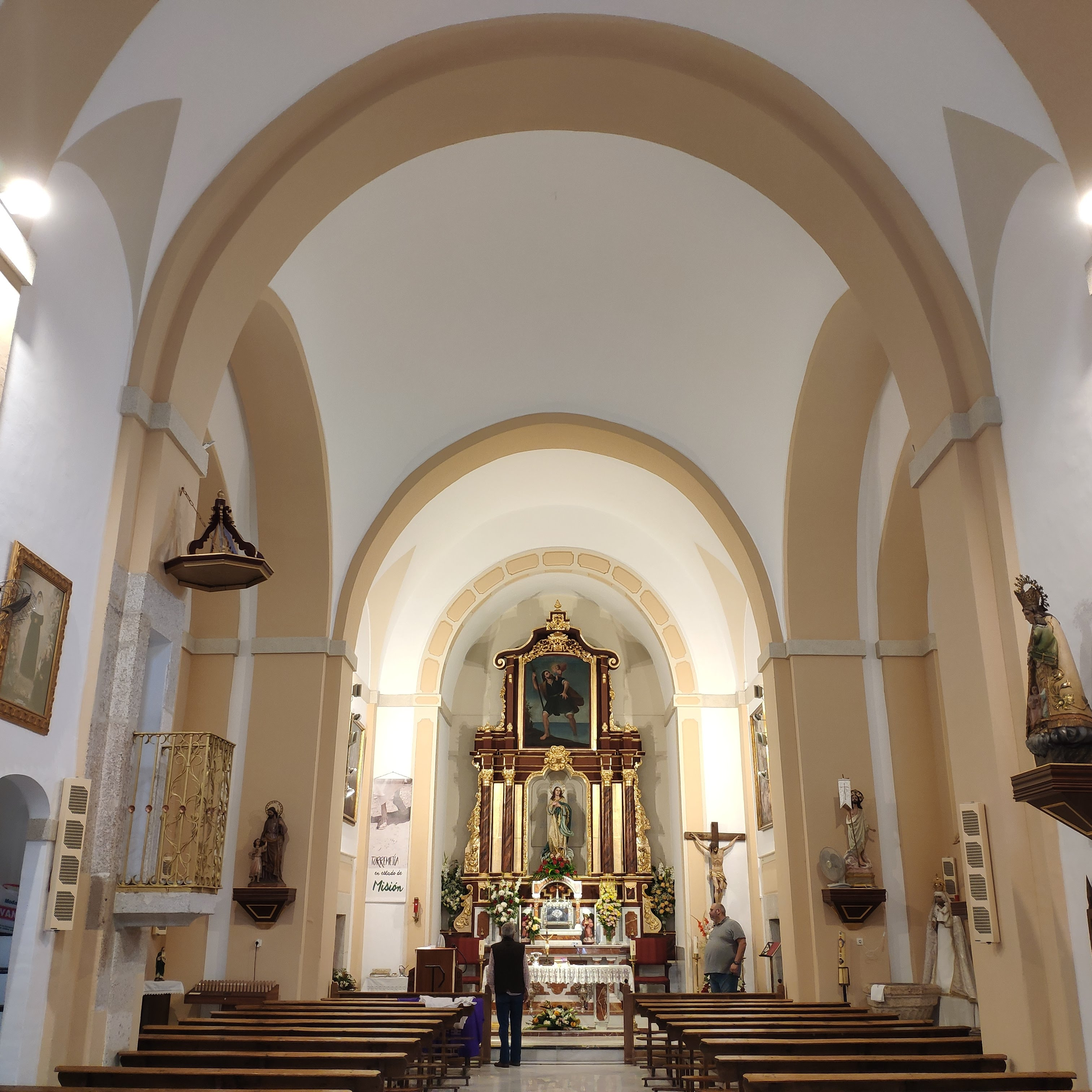
Interior de la iglesia parroquial de la Purísima Concepción, Torremejía.

A la caída del Antiguo Régimen Torremejía se constituye en municipio constitucional en la región de Extremadura. Desde 1834 quedó integrado en el partido judicial de Mérida. En el censo de 1842 contaba con 24 hogares y 120 vecinos.

## Demografía
Torremejía cuenta con una población de 2222 habitantes (INE 2024).
| Gráfica de evolución demográfica de Torremejía entre 1842 y 2021 |
| |
| Población de derecho según los censos de población del INE. Población de hecho según los censos de población del INE.En estos censos se denominaba Torremegía: 1877, 1887, 1897, 1900, 1910, 1920, 1930, 1940, 1950, 1960, 1970 y 1981. |

## Patrimonio

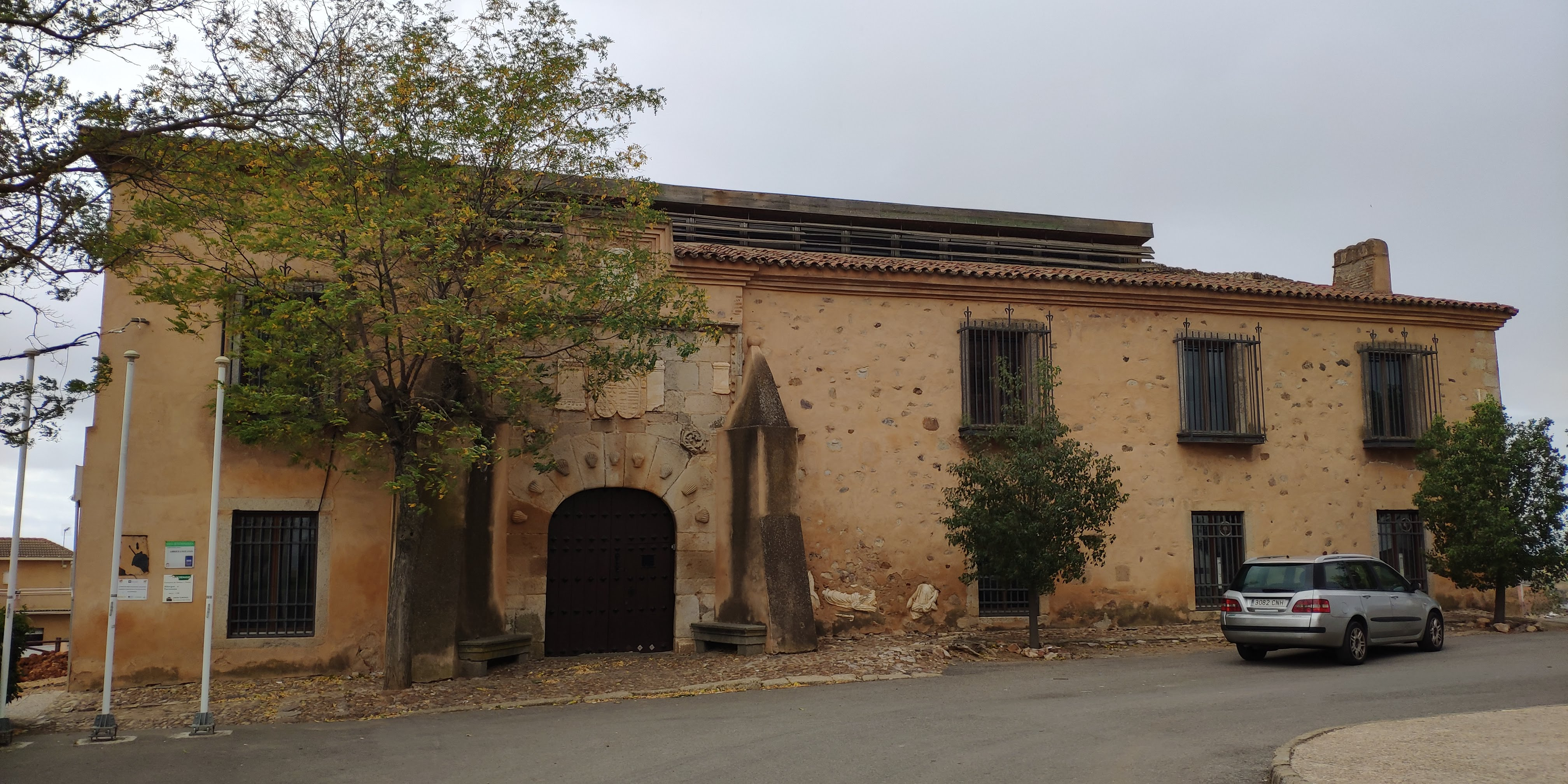
Palacio de los Lastra o de los Mexía

Iglesia parroquial católica de La Purísima Concepción, en la archidiócesis de Mérida-Badajoz. También destaca el palacio de los Lastra o de los Mexía

## Cultura
En Torremejía está ambientada la novela de Camilo José Cela La familia de Pascual Duarte de la cual Ricardo Franco extrajo el guion para su película Pascual Duarte. En Torremejía hay una calle dedicada a Camilo José Cela.